# Shūmei
Pour les articles homonymes, voir Shumei.

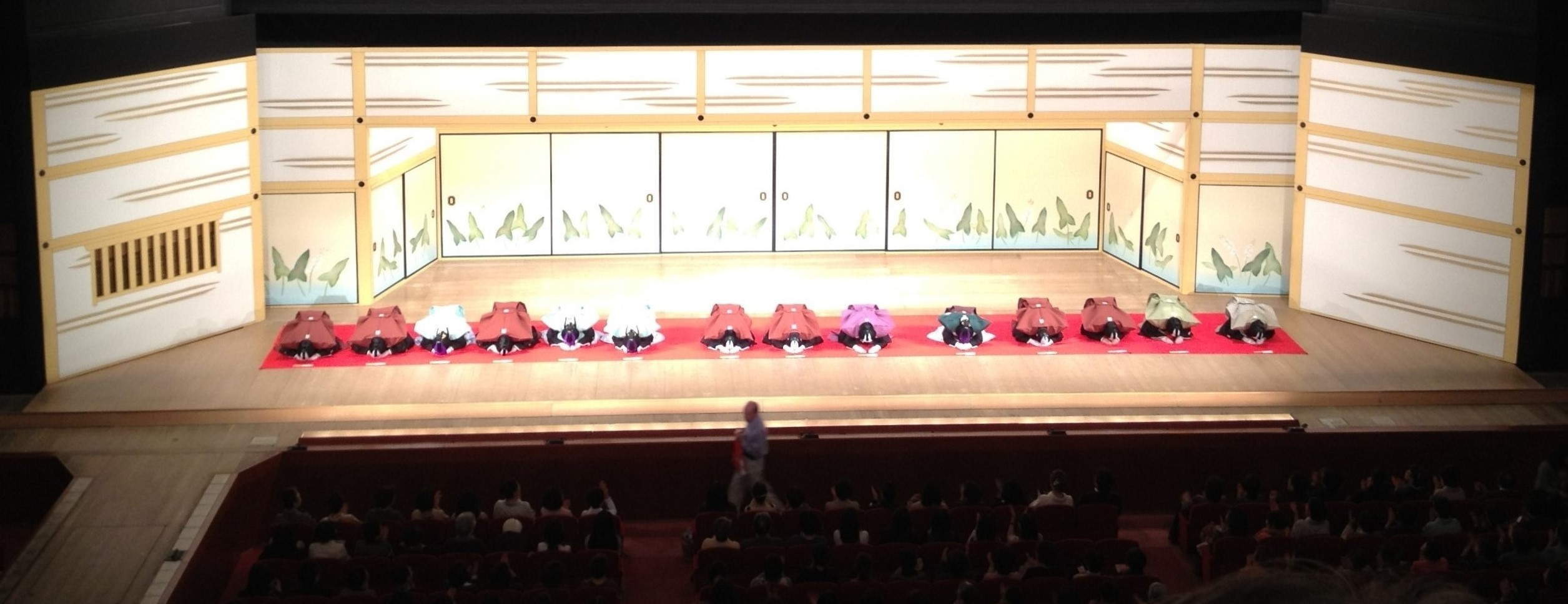
Shūmei ceremony (襲名) d'Ichikawa En'ō II, Ichikawa Ennosuke IV et Ichikawa Chūsha IX au Misono-za à Nagoya (mars 2013).

Un shūmei (襲名, littéralement « succession de nom ») est une grande cérémonie de baptême du théâtre kabuki. La plupart du temps, un certain nombre d'acteurs participent à une cérémonie unique au cours de laquelle ils prennent de nouveaux noms de scène. 
Ces noms de scène, le plus souvent ceux du père de l'acteur, de son grand-père ou de son maître, sont transmis de génération en génération dans les lignées acteurs, et comportent beaucoup d'honneur et d'importance. Beaucoup de noms sont associés à certains rôles ou à des styles de jeu, et le nouveau possesseur de chaque nom doit répondre à ces attentes; il existe presque le sentiment que l'acteur prend non seulement un nom, mais qu'il incarne l'esprit, le style ou les compétences de chacun des acteurs qui a porté ce nom au préalable. De nombreux acteurs portent au moins trois noms au cours de leur carrière, leur participation à un shūmei représentant le passage dans un nouveau chapitre de leur carrière d'interprète.
Un shūmei est en général est suivi d'une représentation significative pour les nouveaux noms des acteurs. ceux-ci peuvent comporter des rôles plus importants, une pièce nouvelle, ou les rôles traditionnels des acteurs portant ces noms. Le nom de scène Ichikawa Danjūrō par exemple est fortement associé au rôle du héros de la pièce Shibaraku. Beaucoup des douze hommes qui ont été appelés Ichikawa Danjūrō ont excellé dans ce rôle, et ainsi en devenant le prochain Ichikawa Danjūrō, un acteur peut avoir l'occasion de jouer ce rôle, ce qu'il n'aurait jamais pu faire en tant qu'acteur plus jeune et moins expérimenté avec un autre nom de scène.

## Source de la traduction
- (en) Cet article est partiellement ou en totalité issu de l’article de Wikipédia en anglais intitulé « Shūmei » (voir la liste des auteurs).